# Quartiere San Pellegrino

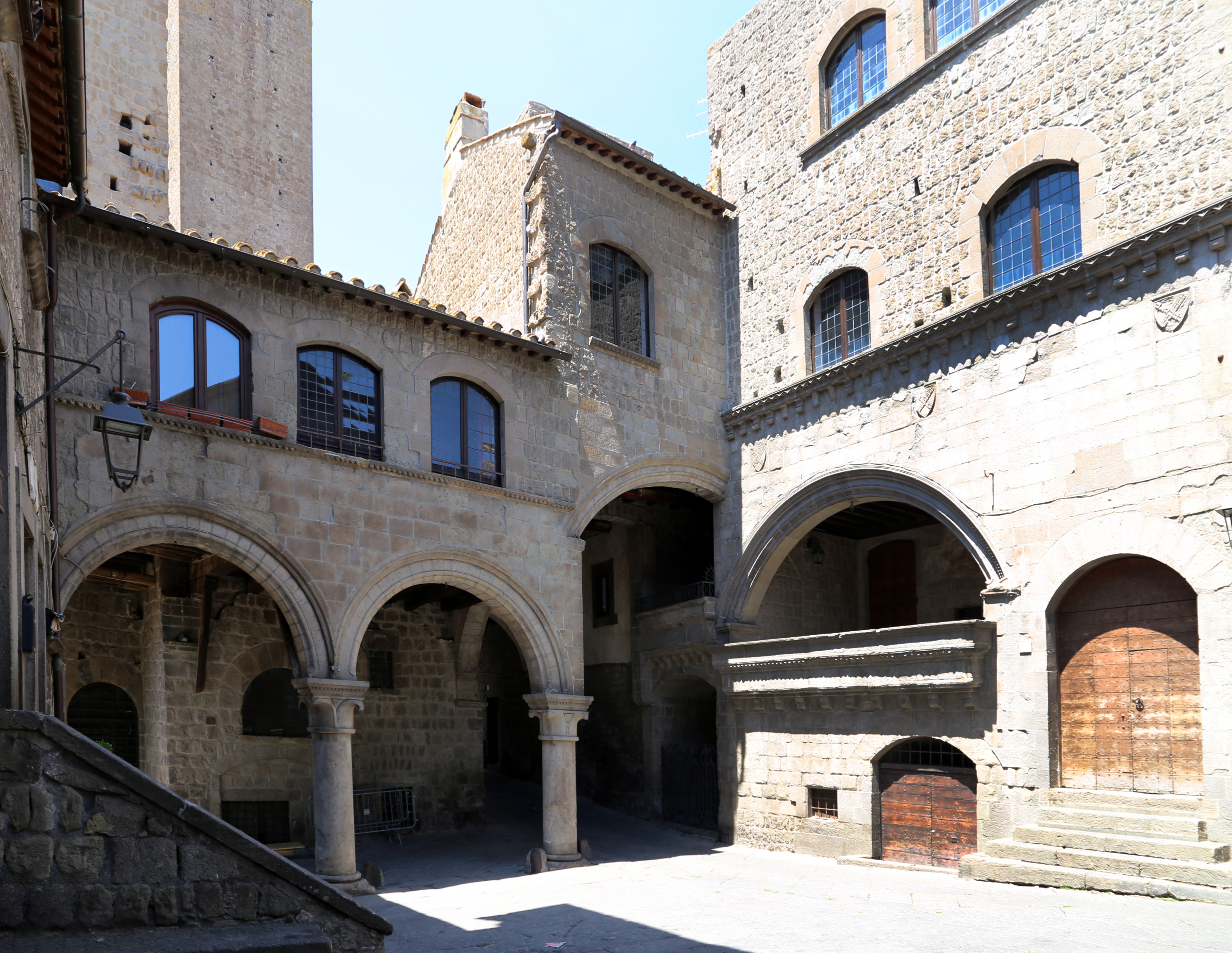
Piazza San Pellegrino

Il quartiere San Pellegrino è un quartiere del centro storico della città di Viterbo, nel Lazio, situato sul percorso della via Francigena. L'asse principale inizia da Piazza san Carluccio e continua lungo via San Pellegrino fino alla piazza centrale su cui confluiscono vicoli laterali e su cui si affacciano l'omonima piccola chiesa e il palazzo degli Alessandri.
La zona cittadina aveva caratteristiche residenziali e conserva torri e palazzi duecenteschi, spesso dotati di profferlo, che mantengono il loro aspetto medievale. Alcuni edifici sono andati distrutti durante le lotte per il potere tra le famiglie viterbesi, tra cui il palazzo Gatti, di cui rimane solo una piccola porzione in via Cardinal La Fontaine, mentre il palazzo degli Alessandri venne salvato soltanto grazie all'intervento di papa Innocenzo IV. Questo palazzo presenta la particolarità di avere un profferlo interno, cioè all'interno del perimetro dell'edificio e con un parapetto all'altezza dell'entrata, visibile dalla piazza.

Tra la fine di aprile e l'inizio di maggio di qualche anno fa si svolgeva la manifestazione "San Pellegrino in Fiore": In quei giorni le vie, le piazze e i monumenti del quartiere e di altre zone della città vengono decorati con fiori e piante. Questo evento attira molti turisti da tutta la provincia e da fuori.

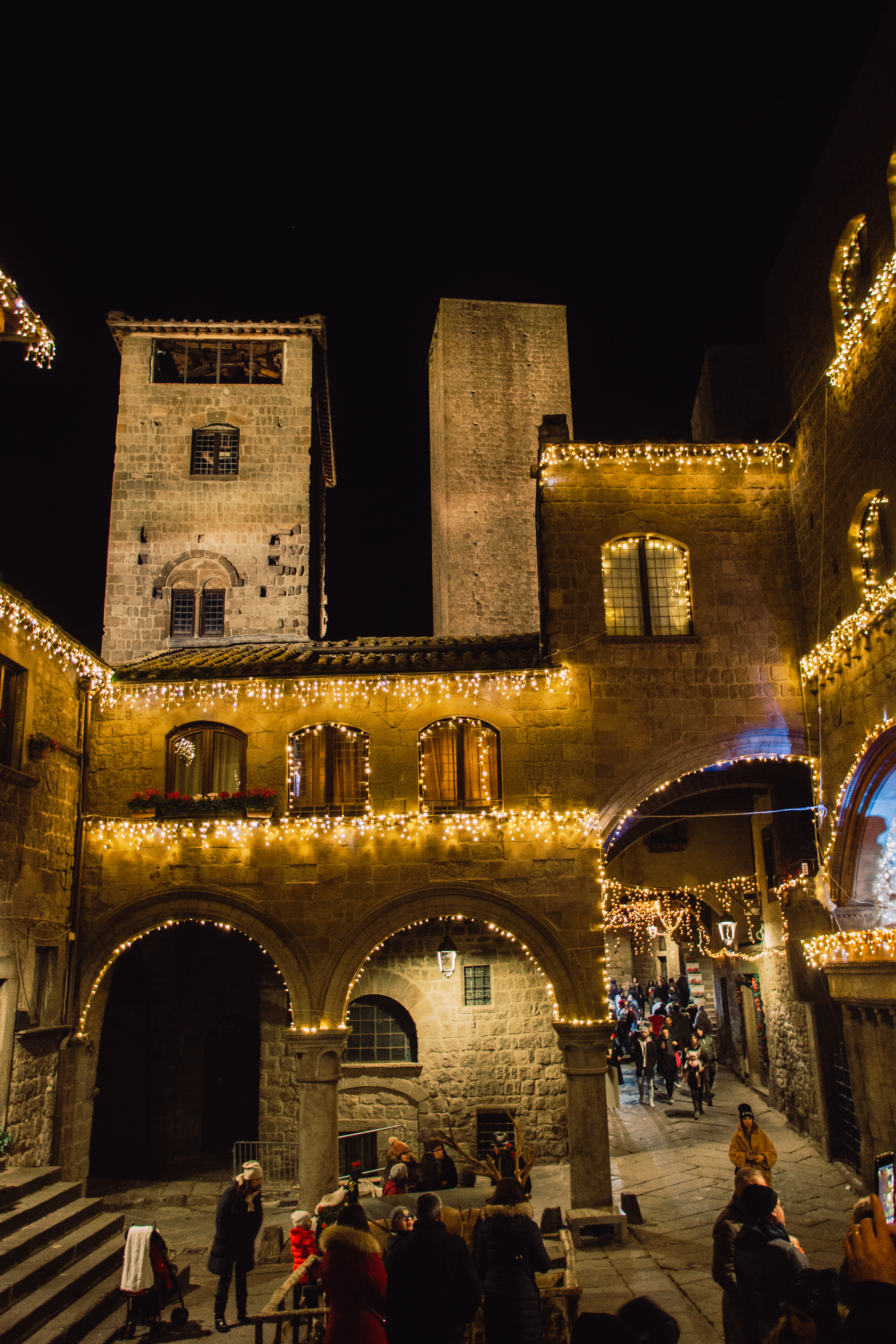
Il quartiere di San pellegrino durante il periodo natalizio
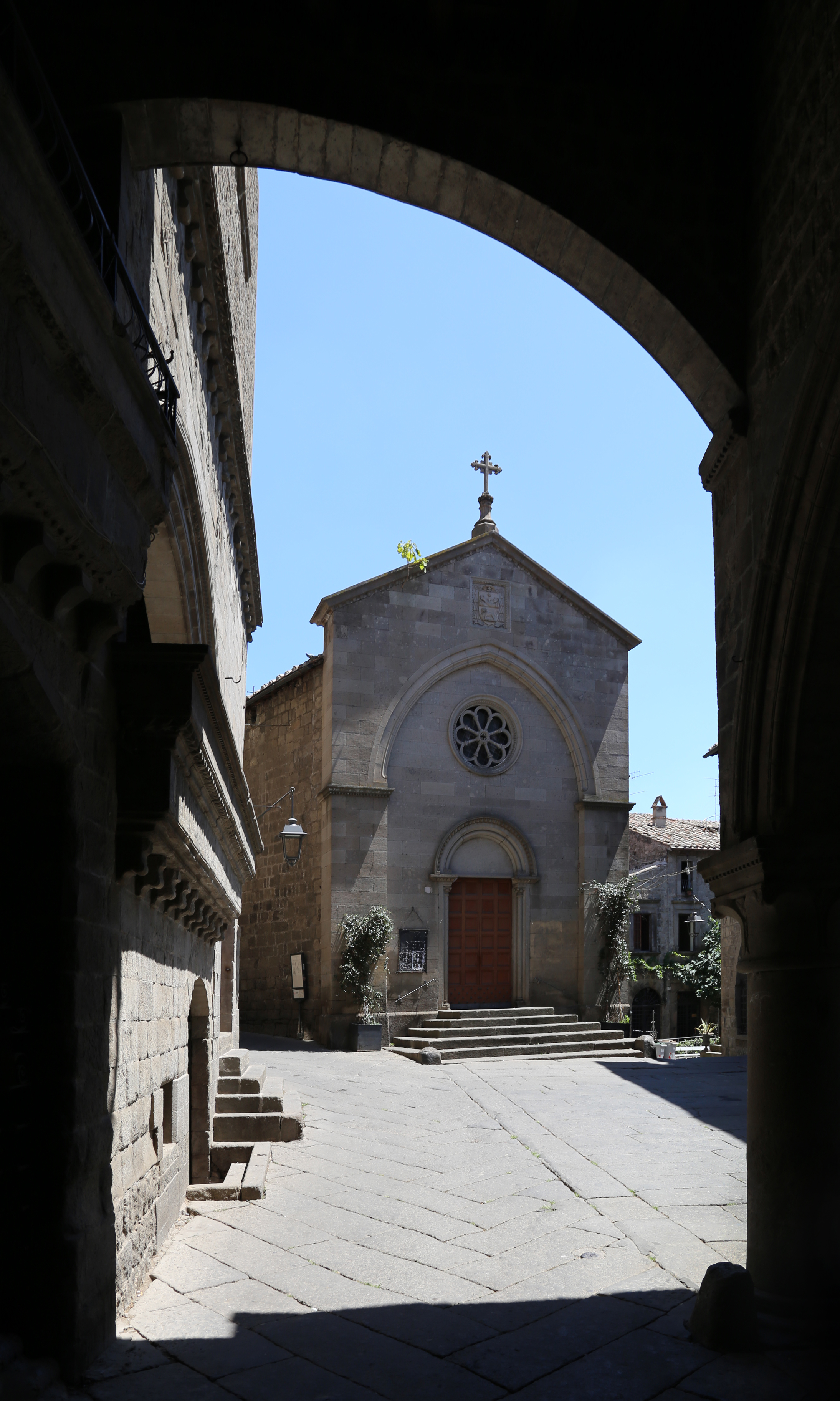
Chiesa di San Pellegrino
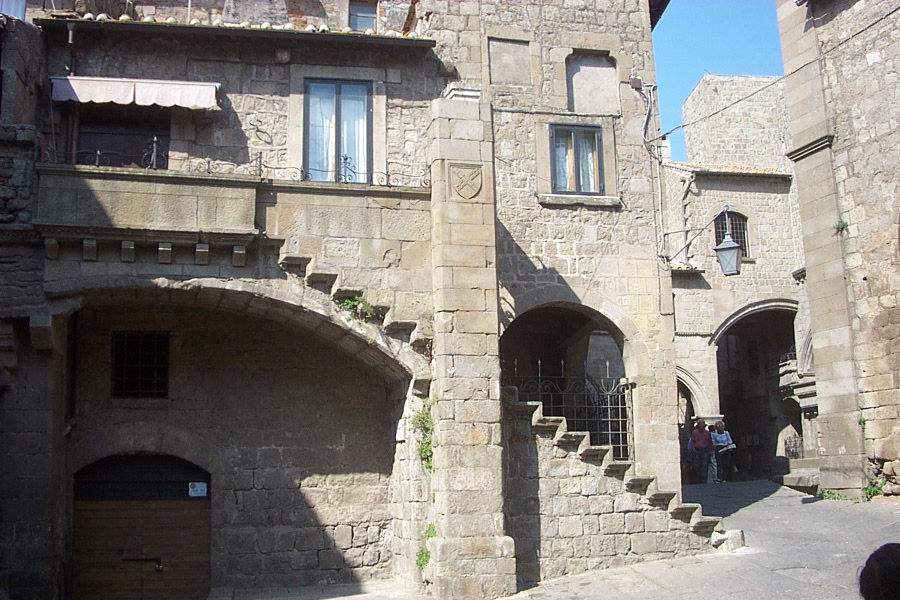
Profferlo